# La police était au rendez-vous
Pour plus de détails, voir Fiche technique et Distribution.
La police était au rendez-vous (Six Bridges to Cross) est un film dramatique américain réalisé par Joseph Pevney, sorti en 1955.

## Fiche technique
- Titre original : Six Bridges to Cross
- Titre français : La police était au rendez-vous
- Réalisation : Joseph Pevney
- Scénario : Sydney Boehm et Joseph F. Dinneen
- Photographie : William H. Daniels
- Montage : Russell F. Schoengarth
- Musique : Frank Skinner, Herman Stein, Henry Mancini
- Direction artistique : Robert Clatworthy et Alexander Golitzen
- Producteur : Aaron Rosenberg
- Société de production : Universal International Pictures
- Société de distribution : Universal Pictures
- Pays de production :  États-Unis
- Langue : Anglais
- Format : Noir et blanc — 35 mm — 1,85:1 — Son : Mono
- Genre : Film dramatique, Film policier
- Durée : 96 minutes
- Dates de sortie :
  - États-Unis : 19 janvier 1955
  - France : 3 août 1955

## Distribution
- Tony Curtis : Jerry Florea
- George Nader : Edward Gallagher
- Julie Adams : Ellen Gallagher
- Jay C. Flippen : Vincent Concannon
- Sal Mineo : Jerry (enfant)
- Jan Merlin : Andy Norris
- Richard Castle : Skids Radzevich
- William Murphy : Red Flanagan
- Kendall Clark : M. Sanborn
- Don Keefer : M. Sherman
- Harry Bartell : Père Bonelli
- Tito Vuolo : Angie
- Peter Leeds (non crédité) : Harris